# Služba za zaštitu ustavnog poretka
Služba za zaštitu ustavnog poretka Ministarstva unutarnjih poslova Republike Hrvatske (SZUP),  sukladno odredbama tada važećih odredaba Zakona o unutarnjim poslovima, bila je zadužena izvršavati zadaće zaštite ustavnog poretka, osobito zadaće protuobavještajne zaštite na cjelokupnom teritoriju Republike Hrvatske.

## Povijest
Zakon o izmjenama i dopunama Zakona o unutarnjim poslovima od 18. travnja 1991. godine je definirao poslove Službe za zaštitu ustavnog poretka (u daljnjem tekstu SZUP) uz druge redarstvene službe ustrojene u tadašnjem Ministarstvu unutarnjih poslova RH. Tim zakonom nije osnovana nova obavještajna organizacija, nego je dotadašnja Služba državne sigurnosti (osnovana 1946. godine, reorganizacijom partizanske obavještajne službe OZNA-e) preimenovana u Službu za zaštitu ustavnog poretka; međutim je propisano da će zakonitost rada Službe nadzirati Komisija za nadzor zakonitosti rada SZUP-a, osobito u ostvarivanju Ustavom i zakonom utvrđenih prava i sloboda čovjeka i građanina, pravnih osoba, državnih i drugih tijela te prava i sloboda utvrđenih normama međunarodnog prava.
Pored osnovne zadaće zaštite ustavnog poretka i protuobavještajne zaštite na cjelokupnom teritoriju Republike Hrvatske, SZUP je bio zadužen i za sprečavanje djelovanja i namjera nasilnog ugrožavanja i rušenja uređenja države, terorizma i organiziranog kriminala bez obzira na to jesu li osobe državljani Republike Hrvatske ili stranci.
SZUP nije mogao primjenjivati svoja sredstva i metode rada te djelovati izvan teritorija Republike Hrvatske, osim prema državljanima Republike Hrvatske.
Utemeljenje samostalne i neovisne Republike Hrvatske te Domovinski rat ključni su trenuci u kojima SZUP izrasta u suvremenu službu koja ni legislativno, a ni praktično, svoje zadaće više ne provodi praćenjem građana suprotnoga političkog mišljenja, već štiti Ustavom utvrđeni poredak cjelokupne RH od protuustavne i protuzakonite djelatnosti.
Područje rada SZUP-a ukratko se može opisati kao prikupljanje svih relevantnih podataka o protuustavnoj, odnosno protuzakonitoj djelatnosti koja se odvija radi rušenja Ustavom utvrđenog poretka RH.
Kao dio Ministarstva unutarnjih poslova RH, djelatnici SZUP-a imali su i dio policijskih ovlasti, što im je omogućilo i aktivno sudjelovanje u pojedinim operativnim akcijama presijecanja protuustavnih, odnosno protuzakonitih djelatnosti na teritoriju RH.

## Ravnatelji Službe za zaštitu ustavnog poretka od 1990. do 2000.
- Perica Jurič, zamjenik ministra unutarnjih poslova
- Jerko Vukas, pomoćnik ministra unutarnjih poslova
- Smiljan Reljić, pomoćnik ministra unutarnjih poslova
- Ivan Brzović, pomoćnik ministra unutarnjih poslova